# Tele München
La Tele München Gruppe, nota anche come Tele München (in acronimo TMG), è un'azienda televisiva tedesca, con sede a Monaco di Baviera.
Le attività del Gruppo Tele München comprendono il commercio di licenze, la proprietà di emittenti televisive e radiofoniche, la distribuzione di film, video e TV, nonché la produzione televisiva e cinematografica. Possiede anche una delle più grandi librerie di film in Europa.

## Storia
Tele München fu fondata il 27 aprile 1970 dall'autore e produttore Walter Ulbrich. Fu acquistata nel 1977 da Herbert Kloiber e dal suo socio in affari Fritz Buttenstedt. Nel 1980 fu fondata la Concorde Filmverleih ("distribuzione cinematografica Concorde") e un anno dopo la società acquistò insieme all'operatore cinematografico Hans-Joachim Flebbe diverse sale cinematografiche ad Amburgo, Berlino e Braunschweig.
Nel 1985 TMG divenne partner della stazione televisiva Sat.1, ma dopo un anno vendette le sue azioni e avviò il canale Musicbox. Nello stesso anno la TMG rilevò la stazione radio privata di Monaco Radio Xanadu, che fu in seguito ribattezzata Radio Energy.
Nel 1987 la società italiana Fininvest acquisì il 50 per cento di Musicbox. Ciò costituì la base per creare il canale Tele 5. Nel 1988 la Axel Springer Publishing House e CLT divennero partner di TMG. Nel 1989 il 50 per cento della società fu venduto a Capital Cities/ABC.
Nel 1991 TMG vendette le sue quote di Tele 5 alla Axel Springer Publishing House e nel 1992 fondò, insieme a CLT, Bertelsmann, Bauer Media Group e The Walt Disney Company, il canale televisivo RTL II. Nel 1995, insieme a Bauer Media Group, fondò anche la rete televisiva Tm3. Nel 1996 Herbert Kloiber riacquisì delle azioni in TMG da Capital Cities/ABC e da Bauer Media Group su Tm3.
Nel 1997 l'emittente privata ungherese TV2 divenne una partecipata di TMG. Nel 1998 la società News Corporation di Rupert Murdoch rilevò oltre il 66% di Tm3 e due anni più tardi la rilevò completamente. Il 28 aprile 2002 Tele 5 fu rifondato.
Il 3 luglio 2020 Leonine ha annunciato la cessione dell'emittente a Discovery Deutschland.

## Società del gruppo
- TM Distribution
- TM International
- Concorde Filmverleih (Monaco)
- Concorde Home Entertainment (Monaco)
- CTM Concept-TV & Merchandising (Monaco)

### Reti televisive e radiofoniche
- RTL II (31.5%)
- Tele 5 (100%)
- ATV (Vienna, 48%)
- ATV2
- Energy München 93.3 (Monaco)

### Case di produzione
- Clasart Film (Monaco)
- Clasart Television
- Clasart Classic
- Prisma Entertainment Production
- CineMedia Film AG (post-produzione)
- Odeon Film[5]
- On Demand Deutschland
- Prisma
- TelePrisma (Svizzera)
- MD Production
- Mutual Film (Los Angeles)